# Distretto di Şile
Şile è un distretto e un comune soggetto al comune metropolitano di Istanbul. È situato sulla parte asiatica della città. Secondo il censimento del 2007, la popolazione del distretto era di 25.169 abitanti, di cui 9.831 nella città di Şile, 2.096 nella vicina città di Ağva (Yeşilçay) e 13.242 nei villaggi circostanti. Tuttavia, tra giugno e settembre, la popolazione aumenta rapidamente a causa dei molti residenti di Istanbul che hanno le seconde case a Şile. Il distretto di Şile fa parte della provincia di Istanbul e il comune di Şile fa parte del governo metropolitano (büyükşehir belediyesi) di Istanbul. Al confine con Şile si trova la provincia di Kocaeli (distretti di Gebze, Körfez, Derince, Kandıra) a est e sud, e i distretti di Pendik di Istanbul a sud, Çekmeköy a sud-ovest e Beykoz a ovest. I confini di Şile sono stati ampliati con l'aggiunta del villaggio di Esenceli dal distretto di Beykoz nel 1987.  Şile è costituito dai sottodistretti di Şile, Yeşilvadi e Teke e 58 villaggi. Anche la famosa località di Ağva fa parte di Şile.

## Storia
La parola şile significa maggiorana in turco. Si pensa che l'etimologia della parola sia greca. C'è stato un villaggio di pescatori qui dal 700 a.c. ed un faro fin dal periodo ottomano. Secondo il censimento generale ottomano del 1881 / 82-1893, la kaza di Şile aveva una popolazione totale di 16.770, composta da 10.314 musulmani, 6.447 greci, 3 armeni e 6 cittadini stranieri.

## Caratteristiche

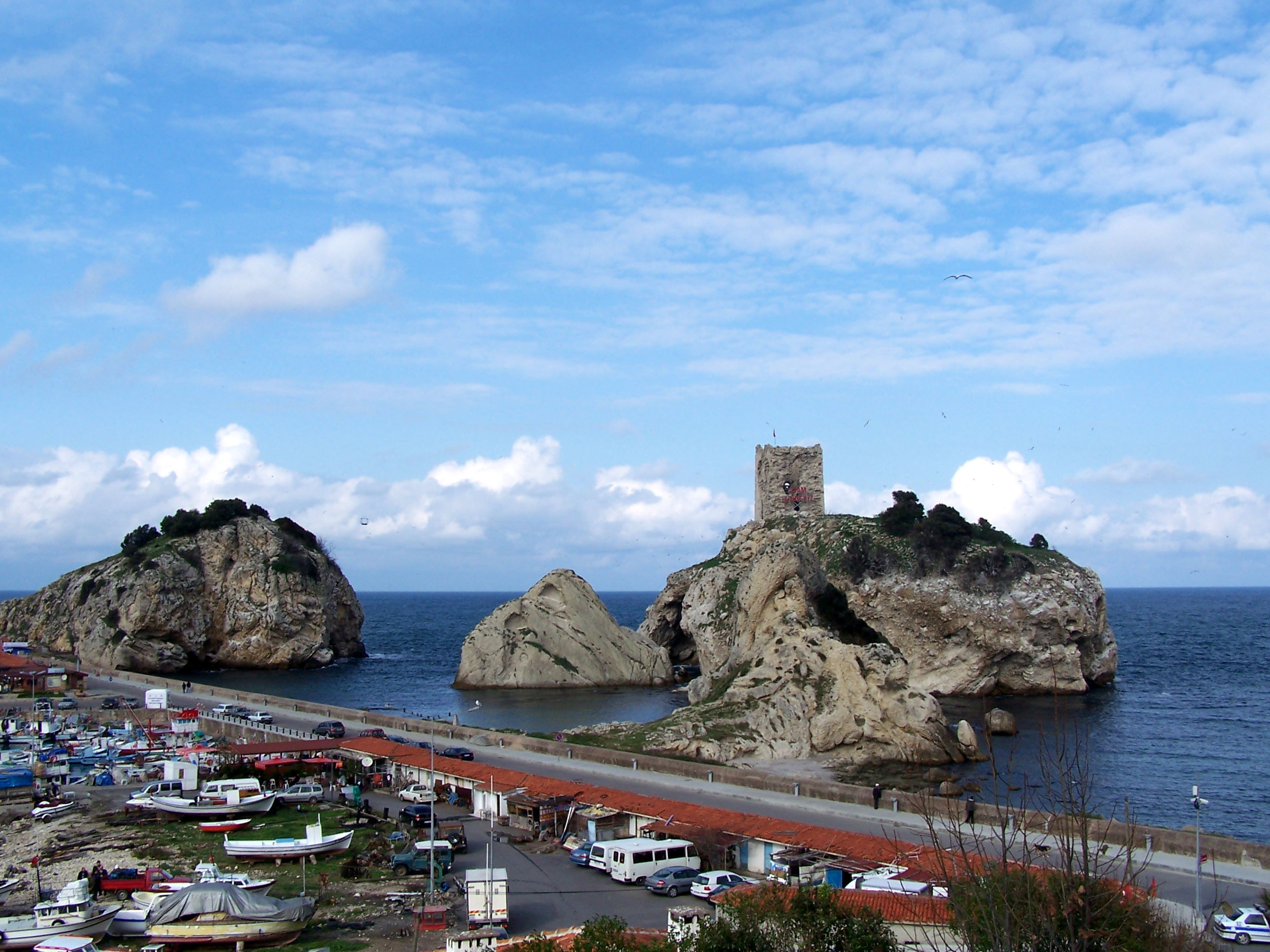
Il castello di Şile, sull'isola di Ocaklı

Şile è famosa per le sue spiagge. Tuttavia, si trova nel punto più settentrionale di Istanbul e quindi condivide le stesse condizioni del mare di altre città del Mar Nero dove forti correnti marine possono essere pericolose per i nuotatori inesperti. I bagnanti annegano qui ogni anno regolarmente. Il Mar Nero esposto a nord ha una stagione delle vacanze molto più breve rispetto all'Egeo, al Mediterraneo o persino al mar di Marmara, a causa dei freddi inverni. Il castello di Şile (turco: Şile Kalesi) è un castello genovese del XIV secolo su un'isola di Şile. Il castello è stato restrutturato nel 2015, suscitando critiche sul fatto che il lavoro lo avesse reso simile al personaggio dei cartoni animati SpongeBob SquarePants o a un'illustrazione del videogioco Minecraft. La tomba di un santo musulmano, Kum Baba, si trova su una collina coperta di alberi sopra Şile. Lungo la costa vicino a Şile, nel villaggio di Kızılcaköy, si trova una grotta che, secondo un mito locale, sarebbe teatro di eventi nell'anabasi di Senofonte. Şile è anche noto per la stoffa Şile, un tessuto di cotone dall'aspetto arricciato, leggero e trasparente, realizzato sulla costa di Şile, venduto in molti negozi della città e venduto ai bazar di Istanbul. Ogni estate in città si tiene una fiera per promuovere i tessuti di Şile. Il più grande campus dell'Università di Işık si trova a Şile. A un chilometro dalla cittadina sorge il Faro di Şile, eretto nel 1859 e visitabile.